# راغب ساواش
راغب ساواش (انگلیسی: Ragıp Savaş؛ زادهٔ ۲۴ اکتبر ۱۹۶۶) بازیگر اهل ترکیه است. وی از سال ۱۹۹۰ میلادی تاکنون مشغول فعالیت بوده‌است.
از فیلم‌ها یا برنامه‌های تلویزیونی که وی در آن نقش داشته‌است می‌توان به تأسیس: عثمان اشاره کرد.